# La Chapelle-au-Mans
La Chapelle-au-Mans – miejscowość i gmina we Francji, w regionie Burgundia-Franche-Comté, w departamencie Saona i Loara.
Według danych na rok 1990 gminę zamieszkiwały 302 osoby, a gęstość zaludnienia wynosiła 11 osób/km² (wśród 2044 gmin Burgundii La Chapelle-au-Mans plasuje się na 612. miejscu pod względem liczby ludności, natomiast pod względem powierzchni na miejscu 225.).